# Pentabromuro di fosforo
Il pentabromuro di fosforo, o bromuro di fosforo(V), è un composto chimico del bromo e del fosforo, ha l'aspetto di un solido giallo e possiede formula PBr5.

## Struttura cristallina
Il pentabromuro di fosforo forma cristalli ortorombici aventi gruppo spaziale Pbcm (gruppo n°57) con costanti di reticolo {\displaystyle a=0,562\,\mathrm {nm} }, {\displaystyle b=1,691\,\mathrm {nm} } e {\displaystyle c=0,829\,\mathrm {nm} }.

## Proprietà
Il pentabromuro di fosforo che ha la stessa struttura del PBr4+Br− allo stato solido ma, nella fase vapore ,è completamente dissociato in tribromuro di fosforo (PBr3) e bromo molecolare (Br2). Il rapido raffreddamento di questa fase a 15 K porta alla formazione della specie ionica dell'eptabromuro di fosforo ([PBr4]+[Br3]-). Infatti gli spettri Raman del pentabromuro di fosforo condensato dalla fase gassosa su una piastra fredda a 15 K non mostrano né bande dovute al pentabromuro di fosforo molecolare, né ai prodotti di dissociazione molecolare semplici attesi (cioè PBr3 + Br2) . Invece, gli spettri sono meglio assegnati a una miscela di PBr3 e PBr4+Br3−. A temperature superiori a 200 K, questo solido si converte in eptabromuro di fosforo ionico.
Il pentabromuro di fosforo è estremamente igroscopico, sensibile al calore e ha un effetto corrosivo. Al di sopra di 35 °C, il composto si decompone in bromuro di fosforo(III) e bromo e alcune fonti indicano una decomposizione completa tra 84 e 106 °C. 
A differenza del pentacloruro di fosforo (PCl5) e del pentafluoruro di fosforo (PF5), non forma bromocomplessi PBr6- con complessi metallici, ma è ridotto a tribromuro di fosforo e Br−

## Reazioni e usi
Può essere utilizzato in chimica organica per convertire gli acidi carbossilici in bromuri acilici ed è altamente corrosivo. Si decompone sopra i 100 °C per dare tribromuro di fosforo e bromo:
{\displaystyle {\ce {PBr5->[{\text{106 °C}}]PBr3\ +\ Br2}}}
Reagisce con:
- vapore acqueo: {\displaystyle {\ce {PBr5 \ + \ 2H2O_{(g)}-> POBr3 \ + \ 2HBr}}}
- acqua: {\displaystyle {\ce {PBr5 \ + \ 4H2O_{(l)}-> H3PO4 \ + \ 5HBr}}}
- alcali: {\displaystyle {\ce {PBr5 \ + \ 8NaOH -> Na3PO4 \ + \ 5NaBr \ + \ 4H2O}}}
- fosforo rosso nel disolfuro di carbonio: {\displaystyle {\ce {3PBr5 \ + \ 2P -> 5PBr3}}}

Con il bromuro di ammonio (NH4Br) forma, in presenza di eccesso di Br2, il nitruro di fosforo dibromuro:
{\displaystyle {\ce {PBr5\ +\ NH4Br->[{\text{NH4Br}}]{\frac {1}{n}}[NPBr2]_{n}\ +\ 4HBr}}}
Invertire l'equilibrio della prima reazione per generare PBr5 mediante l'aggiunta di Br2 a PBr3 è difficile a livello pratico perché il prodotto è suscettibile di ulteriori aggiunte per produrre eptabromuro di fosforo (PBr7).